# Kitee
Kitee (Zweeds: Kides) is een gemeente en stad in de Finse provincie Oost-Finland en in de Finse regio Noord-Karelië. De gemeente heeft een landoppervlakte van 1.253,82 km² en telt 9.727 inwoners (2022).

## Muziek
In juli 1996 werd in Kitee de Finse metalband Nightwish opgericht door Tuomas Holopainen.

## Geboren in Kitee
- Tero Kinnunen (1973), producer en gitarist
- Tuomas Holopainen (1976), toetsenist
- Tarja Turunen (1977), zangeres
- Emppu Vuorinen (1978), gitarist